# Leioproctus subminutus
Leioproctus subminutus is een vliesvleugelig insect uit de familie Colletidae. De wetenschappelijke naam van de soort is voor het eerst geldig gepubliceerd in 1934 door Rayment.